# Hyloxalus yasuni
Hyloxalus yasuni es una especie de anfibio anuro de la familia Dendrobatidae.

## Distribución geográfica
Esta especie es endémica de Ecuador. Se encuentra en las provincias de Orellana, Napo y Sucumbíos entre los 200 y 1095 m sobre el nivel del mar.

## Descripción
Los machos miden de 19 a 25 mm y las hembras de 21 a 29 mm.

## Etimología
Esta especie lleva el nombre en referencia al parque nacional Yasuní.

## Publicación original
- Páez-Vacas, Coloma & Santos, 2010: Systematics of the Hyloxalus bocagei complex (Anura: Dendrobatidae), description of two new cryptic species, and recognition of H. maculosus. Zootaxa, n.º 2111, p. 1-75.[3]